# Phocanema
Phocanema (von altgriechisch phōkē ‚Seehund, Robbe‘ und nēma ‚Faden‘) ist eine Gattung der Spulwürmer. Sie sind Darmparasiten bei Meeressäugern mit Ausnahme der Seekühe und gelegentlich bei halbaquatisch lebenden Raubtieren. Verschiedene Krebstiere dienen als Zwischenwirt, Fische als Stapelwirt.

## Merkmale
Phocanema sind größere Anisakinae, Männchen sind zwischen 2,6 und 7 cm lang. Zwischenlippen (Interlabia) sind nicht ausgebildet. Die Exkretionspore liegt zwischen den beiden unten-seitlichen Lippen. Der Vorderabschnitt der Lippen zeigt eine mediane Einziehung, wodurch das Erscheinungsbild von zwei, nach vorn-seitlich gerichteten, abgerundeten Lappen entsteht. Ein Ventriculus ist vorhanden, hat aber keinen Anhang, ein nach vorn gerichteter Blinddarm ist ausgebildet. Der Schwanz ist relativ kurz, das Verhältnis von Schwanz- zu Körperlänge beträgt 0,002 bis 0,007. Die beiden Spicula sind ungleich lang.

## Systematik
Hodda (2022) ordnet die Gattung in die Tribus Anisakini, Untertribus Anisakinii ein. Die Gattung enthält folgende zwei Arten:
- Phocanema antarctica Leiper & Atkinson, 1914
- Phocanema decipiens (Krabbe, 1878)

Bao et al. (2023) überführen noch drei weitere Arten in die Gattung:
- Phocanema azarasi (Yamaguti & Arima, 1942)
- Phocanema bulbosa (Cobb, 1889)
- Phocanema cattani (George-Nascimento & Urrutia, 2000)